# Salah Hissou
Salah Hissou (arabisch صلاح حيسو; * 16. Januar 1972 in Kasba Tadla, Tadla-Azilal) ist ein marokkanischer Langstreckenläufer.

## Leben
Bei den Weltmeisterschaften 1995 wurde er Vierter im 10.000-Meter-Lauf. Er hatte in 27:19,30 min sechs Sekunden Rückstand auf den siegreichen Äthiopier Haile Gebrselassie und rund fünf Sekunden Rückstand auf seinen Landsmann Khalid Skah und den Kenianer Paul Tergat.
Bei den Olympischen Spielen 1996 lieferten sich Gebrselassie und Tergat einen Zweikampf um den Olympiasieg, den der Äthiopier in 27:07,14 min gewann. Salah Hissou wurde in 27:25,67 min Dritter mit neun Sekunden Vorsprung auf Aloÿs Nizigama aus Burundi. Einen Monat nach den Olympischen Spielen stellte Hissou in Brüssel einen Weltrekord mit 26:38,08 min auf. Dieser Weltrekord wurde 1997 zuerst von Gebrselassie und dann von Tergat unterboten. 1997 gewann Hissou bei den Weltmeisterschaften in Athen in 27:28,67 min erneut Bronze, und wieder lagen Gebrselassie und Tergat vor ihm. 
Bei den Weltmeisterschaften 1999 in Sevilla wich er seinen beiden Dauerkonkurrenten aus und bestritt den 5000-Meter-Lauf. Es entwickelte sich ein enges Rennen, in dem vier Läufer das Ziel in einer Zeit von unter 13 Minuten erreichten. Salah Hissou gewann in 12:58,13 min vor dem Kenianer Benjamin Limo, Bronze ging an den für Belgien antretenden gebürtigen Marokkaner Mohammed Mourhit.
Bei den Crosslauf-Weltmeisterschaften gewann Salah Hissou in der Einzelwertung einmal Bronze 1995 und zweimal Silber 1996 und 1997 in Rennen, die jeweils Paul Tergat gewann. Mit der marokkanischen Mannschaft gewann Hissou von 1994 bis 1997 viermal hintereinander Silber hinter Kenia.
Bei den Halbmarathon-Weltmeisterschaften 1994 in Oslo kam er auf Platz 18 und gewann mit der marokkanischen Mannschaft Bronze, und bei den Halbmarathon-Weltmeisterschaften 2001 in Bristol wurde er Elfter. In der Marathonstaffel gewann er bei den Weltmeisterschaften 1994 Gold. 2004 gewann er die 20 van Alphen und wurde Elfter beim Rotterdam-Marathon.
Salah Hissou ist 1,76 m groß und wiegt 62 kg.

## Persönliche Bestleistungen
- 1500 m: 3:33,95 min, 7. Juni 1996, Nürnberg
- 1 Meile: 3:52,54 min, 7. August 1999, London
- 3000 m: 7:28,93 min, 4. August 1999, Monaco
- 5000 m: 12:50,80 min, 5. Juni 1996, Rom
- 10.000 m: 26:38,08 min, 23. August 1996, Brüssel (ehem. Weltrekord, am 4. Juli 1997 von Gebrselassie überboten)
- 20-km-Straßenlauf: 57:54 min, 7. März 2004, Alphen aan den Rijn
- Halbmarathon: 1:01:56 h, 7. Oktober 2001, Bristol
- Marathon: 2:12:45 h, 4. April 2004, Rotterdam